# Lukáš Bartuněk
Lukáš Bartuněk (* 22. června 1988 Praha) je český tanečník, lektor a trenér. Kromě latinskoamerických a standardních tanců se věnuje Show Dance a výuce tanečních kurzů pro veřejnost v taneční škole Maestro. Kromě tance se věnuje výpočetní technice.

## Největší úspěchy v tanečním sportu
- 3. místo na Mistrovství světa v Latin Show Dance 2016
- 4. místo Mistrovství světa v Latin Show Dance 2015
- Finalista Mistrovství světa v Latin Show Dance (Freestyle) v Pekingu 2012 a 2013
- Finalista World DanceSport Games
- Mistr ČR v Latin Show Dance (Freestyle) - 2012, 2014, 2015, 2016
- 3. místo na MČR v latinskoamerických tancích 2013
- 4. místo na MČR v latinskoamerických tancích 2014
- Mistr ČR ve figurálním valčíku 2008-2011
- Vítěz ShowDance Gala 2007-2010
- Vicemistr Taneční ligy v latinskoamerických tancích 2008
- Semifinalista Mistrovství ČR v latinskoamerických tancích 2009,2011 a 2012
- Semifinalista Mistrovství ČR v 10 tancích 2010
- Druhý vicemistr Taneční ligy v latinskoamerických tancích 2009
- Druhý vicemistr Mistrovství ČR družstev v latinskoamerických tancích 2010, 2011 a 2012

## StarDance
Lukáš Bartuněk se v roce 2013 zúčastnil šesté řady soutěžní taneční show České televize StarDance …když hvězdy tančí. Jeho partnerkou byla česká violová virtuoska Jitka Hosprová. V prvním díle zatančili quickstep a ve druhém cha-chu. Druhým kolem jejich soutěž skončila, jelikož dostali nejnižší hodnocení od poroty a v hodnocení diváků skončili na předposledním místě.
V roce 2024 se Lukáš Bartuněk účastní třinácté řady StarDance, jeho partnerkou je herečka a zpěvačka Lucie Vondráčková. S Lucií v osmém kole vypadli, ale jelikož jiný pár ze zdravotních důvodů odstoupil, vrátili se do soutěže. Postoupili až do finále.